# Досвід поза тілом

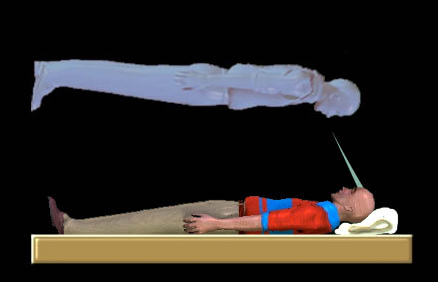

Досвід перебування поза тілом, позатілесний досвід (англ. out-of-body experience (OOB, OBE); extracorporeal experience (ECE)) — нейропсихологічний феномен, коли людина відчуває ілюзію виходу з власного фізичного тіла та іноді також бачить його з боку (аутоскопія).
Може виникнути внаслідок порушення роботи деяких ділянок мозку, сенсорної депривації, зневоднення, стресу, дії психоактивних речовин та інших факторів, що спричиняють змінений стан свідомості. Зустрічається також іноді у здорових людей, зокрема під час засинання або після пробудження. Деякі люди стверджують, що можуть відчувати це переживання за своєю волею, причому ця здатність виникла мимовільно або розвинулася в ході медитативних практик. За різними оцінками, такий досвід протягом життя виникає не менше ніж у 5—10% людей.
Феномен довгий час вважався одним із можливих свідчень існування душі чи паранормальних явищ, проте останніми роками він активно вивчається науковими методами. На початку 2000-х років були розроблені експериментальні методики, що дозволяють викликати це переживання у піддослідних за допомогою електричної або транскраніальної магнітної стимуляції певних ділянок головного мозку, під гіпнозом або у віртуальній реальності. 
Механізм явища досі залишається маловивченим, і, за відсутності загальноприйнятої наукової теорії свідомості, вивчення ведеться емпіричними методами.
Позатілесні переживання, як і навколосмертні переживання, можуть сильно трансформувати особистість людини. Після яскравого позатілесного переживання страх смерті зменшується, а ставлення людини до світу і себе змінюється, як правило, на краще. 